# Arhip Cibotaru
Arhip Cibotaru (n. 20 februarie 1935, Cobîlnea, raionul Șoldănești – d. 4 ianuarie 2010, Chișinău) a fost om de cultură, dramaturg, editor și director de revistă, poet, prozator și scriitor român din Republica Moldova.
Este cel mai cunoscut în România datorită poeziei Salcâmii, adusă în circuitul cultural al publicului român de Tudor Gheorghe.

## Biografie
Arhip Cibotaru s-a născut la 20 februarie 1935 în satul Cobîlnea, fostul județ interbelic Orhei (azi, raionul Șoldănești). A absolvit în 1957 Universitatea de Stat din Chișinău. Din 1965 este vice-președinte, iar din 1971, secretar al comitetului de conducere al Uniunii Scriitorilor.
Între anii 1971 - 1988 Arhip Cibotaru a fost și redactor-șef al revistei "Nistru". În acestă perioadă, prin promovarea sa neobosită, apar în revistă marile romane ale literaturii basarabene, semnate de Ion Druță, Vladimir Beșleagă, Aureliu Busuioc, Vasile Vasilache, Leonid Istrati.
În calitate de redactor-șef al revistei "Nistru" avut un mare rol în reabilitarea poeților reveniți din închisori și gulaguri, printre care se numără și Nicolae Costenco, Nicolae Țurcanu, Leonid Grigoriu, și alții.
A debutat cu placheta de versuri Ecoul gliei în 1958. A tradus din Pușkin, Șevcenko, Gamzatov, Eluard, Pasternak, Bednîi.

## Opera literară

### Poezie
- 1958: Ecoul gliei, poeme, editura Cartea Moldovenească;
- 1963: Din leagănul holdelor, Chișinău,
- 1964: Distanțe, poeme, editura Cartea Moldovenească;
- 1970: Trepte, poem, editura Cartea Moldovenească;
- 1971: Spații, poeme, editura Cartea Moldovenească;
- 1973: Dans de toamnă, poeme, editura Cartea Moldovenească;
- 1974: Cântec pentru tine, poeme, editura Cartea Moldovenească;
- 1976: Între lume și cuvânt, poeme, editura Cartea Moldovenească;
- 1978: Ferestre, poeme, editura Cartea Moldovenească;
- 1980: Pe urmele dorului, poeme, editura Literatura Artistică;
- 1986: Întoarce-mi primăvara, poeme, editura Literatura Artistică;
- 1987: Patru cuvinte, poeme, editura Literatura Artistică;
- 1990: Melodii nocturne, poeme, editura Hyperion;
- 1999: Ultimul Noe, poeme, editura Cartea Moldovei.

### Proză
- 1967: Umbra comorilor, roman-foileton, editura Cartea Moldovenească;
- 1984: Scrieri alese (în 2 volume), editura Literatura Artistică;
- 2000: Inscripții pe Turnul Babel, editura Cartea Moldovei;
- 2007: Această dragoste, 2007;
- 2010: Pe timpul lui Teleucă, Editura Universul.[3]

### Teatru
- 1981: Șase de dobă, piese, editura Literatura Artistică;

## Distincții
- Lucrător emerit al culturii din RSSM (1978)
- Maestru emerit al artei din RSSM (1985)
- Premiul „Boris Glavan” (1970)
- Premiul de Stat al RSSM (1982)
- Ordinul „Gloria muncii” (1995[4] și 2008[5])
- Titlul Onorific „Om Emerit” (1998)[6]
- Ordinul Republicii (2000)[7]